# Scherma ai Giochi della VII Olimpiade - Sciabola a squadre maschile
La competizione del sciabola a squadre maschile  di scherma ai Giochi della VII Olimpiade si tenne il giorno 24 agosto 1920 presso il Palazzo di Egmont di Anversa

## Risultati
Si disputo direttamente un girone finale
| Pos.    | Nazione        | Concorrenti | V | S | Risultati         | Risultati          | Risultati              | Risultati         | Risultati              | Risultati            | Risultati                | Risultati                 |
| Pos.    | Nazione        | Concorrenti | V | S | Italia (bandiera) | Francia (bandiera) | Paesi Bassi (bandiera) | Belgio (bandiera) | Stati Uniti (bandiera) | Danimarca (bandiera) | Gran Bretagna (bandiera) | Cecoslovacchia (bandiera) |
| ------- | -------------- | --- | - | - | ----------------- | ------------------ | ---------------------- | ----------------- | ---------------------- | -------------------- | ------------------------ | ------------------------- |
| Oro     | Italia         | Nedo Nadi, Aldo Nadi, Oreste Puliti, Baldo Baldi, Francesco Gargano, Giorgio Santelli, Dino Urbani                                 | 7 | 0 | X                 | 13-3               | 13-3                   | 12-4              | 13-3                   | 12-4                 | WO                       | WO                        |
| Argento | Francia        | Georges Trombert, Jean Margraff, Marc Perrodon, Henri de Saint Germain                                                             | 6 | 1 | 3-13              | X                  | 9-7                    | 10-6              | 10-5                   | 11-5                 | 10-6                     | WO                        |
| Bronzo  | Paesi Bassi    | Jan van der Wiel, Arie de Jong, Jetze Doorman, Louis Delaunoij, Willem van Blijenburgh, Salomon Zeldenrust, Henri Wijnoldy-Daniëls | 5 | 2 | 3-13              | 7-9                | X                      | 9-7               | 11-5                   | 8-8                  | 12-4                     | WO                        |
| 4       | Belgio         | Robert Hennet, Pierre Calle, Léon Tom, Alexis Simonson, Robert Feyerick, Charles Delporte, Harry Dombeeck                          | 4 | 3 | 4-12              | 6-10               | 7-9                    | X                 | 11-5                   | 9-5                  | WO                       | 10-6                      |
| 5       | Stati Uniti    | Edwin Fullinwider, Arthur Lyon, Joseph Parker, John Dimond, Frederick Cunningham, Claiborne Walker, Bradford Fraley                | 3 | 4 | 3-13              | 5-10               | 5-11                   | 5-11              | X                      | 10-6                 | 9-7                      | WO                        |
| 6       | Danimarca      | Ivan Osiier, Poul Rasmussen, Einar Levison, Aage Berntsen, Verner Bonde                                                            | 2 | 5 | 4-13              | 5-11               | 8-8                    | 5-9               | 6-10                   | X                    | 12-4                     | WO                        |
| 7       | Gran Bretagna  | Alfred Martin, William Marsh, William Hammond, Cecil Kershaw, Ronald Campbell, Robin Dalglish, Herbert Huntingdon                  | 1 | 6 | -                 | 6-10               | 4-12                   | -                 | 7-9                    | 4-12                 | X                        | 9-7                       |
| 8       | Cecoslovacchia | Josef Javůrek, Otakar Švorčík, František Dvořák, Antonín Mikala, Josef Jungmann                                                    | 0 | 7 | -                 | -                  | -                      | 6-10              | -                      | -                    | 7-9                      | X                         |